# Mil Mi-28
Mil Mi-28 (Tên hiệu NATO: Havoc) là máy bay trực thăng chiến đấu của Nga. Nó được thiết kế hoàn toàn cho mục đích tấn công và không có chức năng vận tải, và có khả năng chống tăng tốt hơn Mil Mi-24. Máy bay mang một pháo duy nhất tại bệ pháo dưới mũi, các vũ khí treo ngoài được gắn trên các mấu cứng dưới cánh. Ngoài Mi-28, Nga cũng phát triển một dòng trực thăng vũ trang khác là Ka-50, hai loại trực thăng này cạnh tranh nhau các đơn đặt hàng từ quân đội Nga cũng như các đơn hàng cho xuất khẩu.

## Lịch sử phát triển
Sự phát triển bắt đầu sau một cuộc cạnh tranh với Mi-24, trực thăng chiến đấu duy nhất có thêm khả năng vận tải vào năm 1972. Thiết kế mới được lấy cảm hứng từ chiếc Mi-24, bỏ khả năng vận tải, giữ nguyên cabin, tăng tính năng thao diễn và tốc độ tối đa, tính năng cần thiết cho vai trò chống tăng, trực thăng địch và yểm trợ các chiến dịch vận tải trực thăng của nó. Ban đầu, nhiều bản thiết kế khác nhau đã được xem xét, gồm cả một dự án phi quy ước với hai rotor chính, đặt cùng động cơ trên hai đầu mấu cánh (kiểu bố trí vuông góc), và thêm một cánh quạt đẩy phía đuôi. Năm 1977, một thiết kế sơ bộ được lựa chọn, với kiểu bố trí một rotor cổ điển. Nó không còn giống với chiếc Mi-24, và thậm chí vòm kính buồng lái còn nhỏ hơn, với hình dạng phẳng.

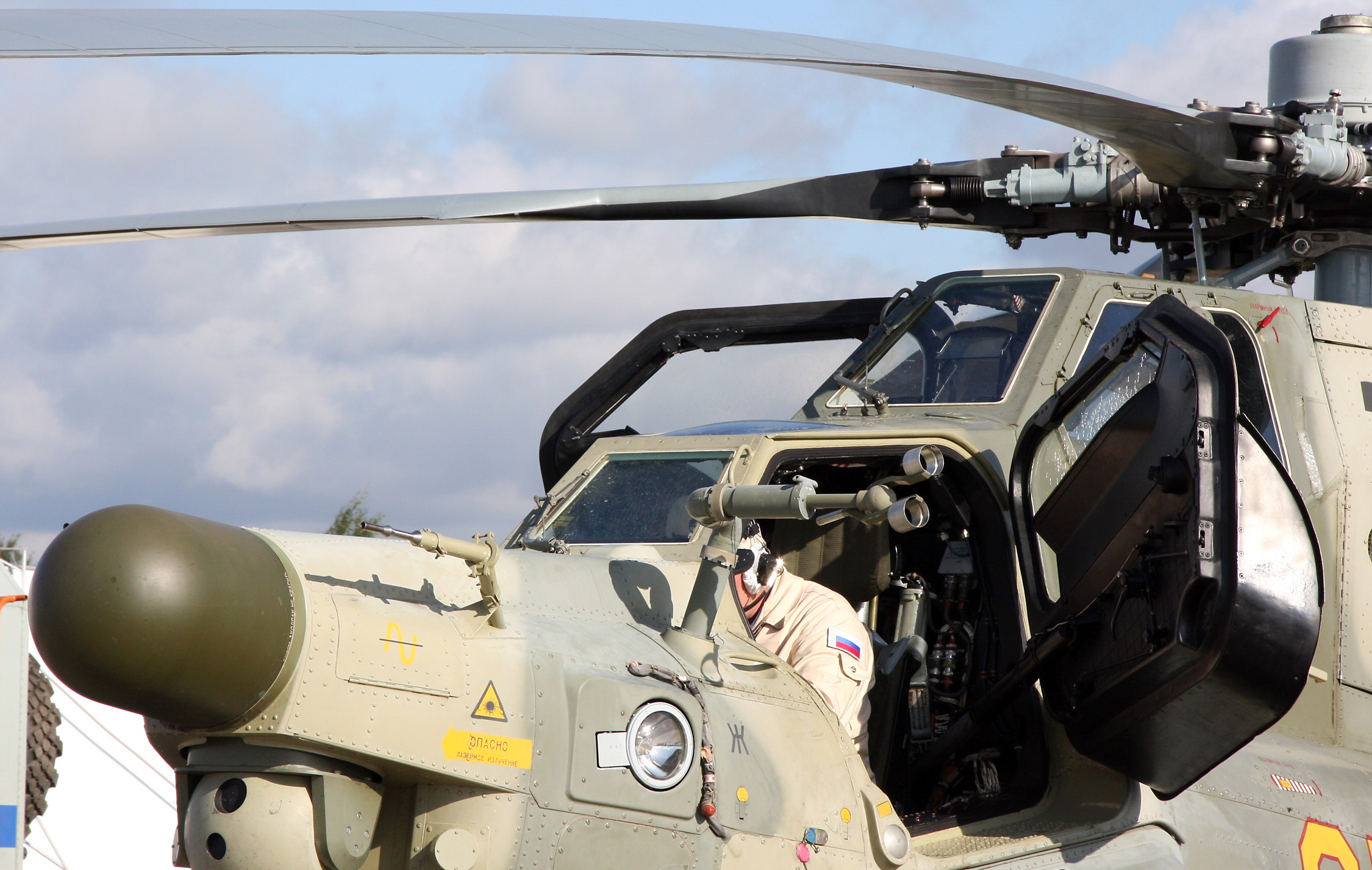
Buồng lái của Mi-28N

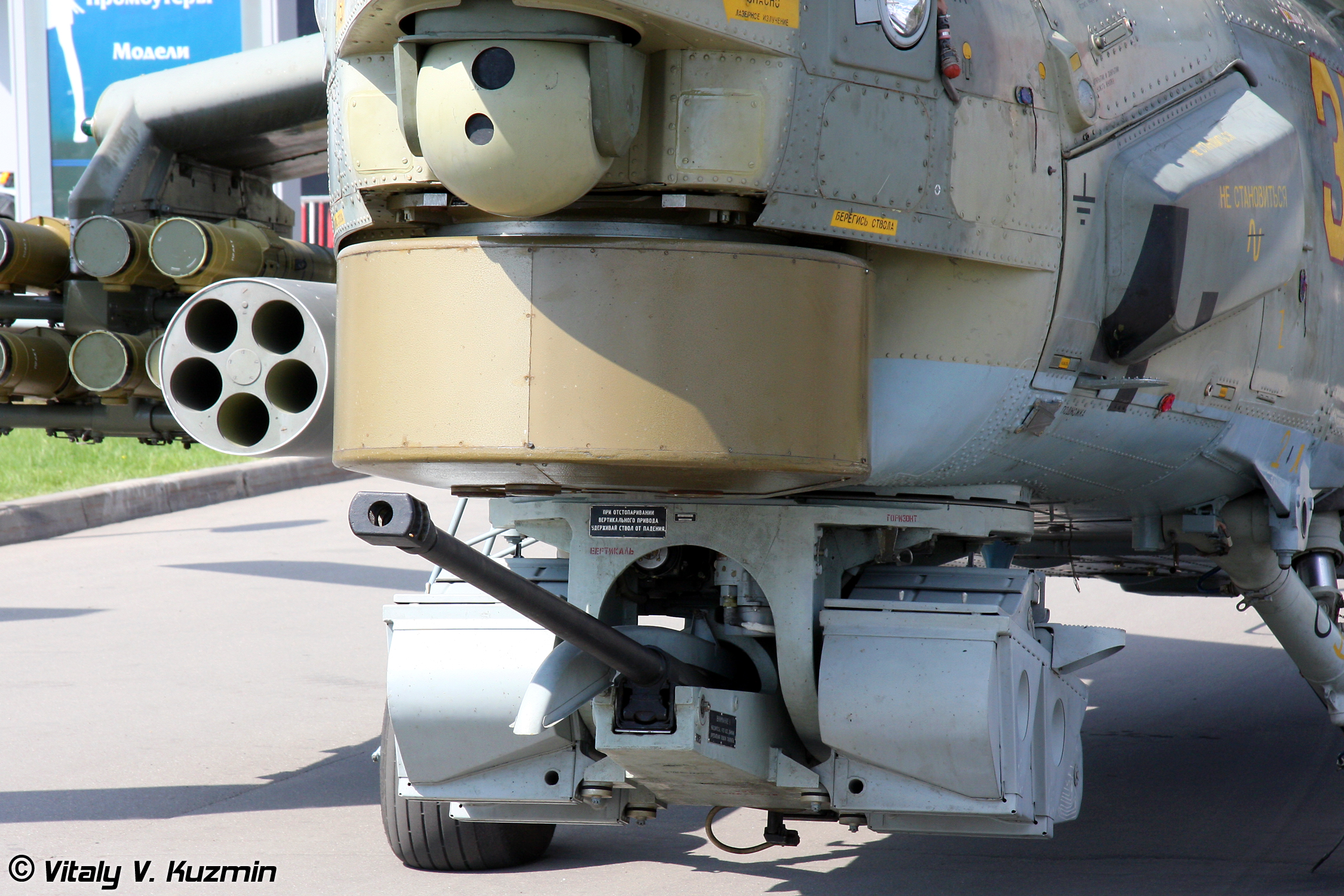
Khẩu pháo 30mm 2A42 của Mi-28. Hình chụp năm 2010

Năm 1981, một bản thiết kế và một mô hình được chấp nhận. Nguyên mẫu (số 012) cất cánh lần đầu ngày 10 tháng 11 năm 1982. Nguyên mẫu thứ hai (số 022) được chế tạo năm 1983. Năm 1984, nó hoàn thành giai đoạn thử nghiệm đầu tiên. Tuy nhiên, vào tháng 10 năm 1984, Không quân Xô viết đã lựa chọn chiếc Kamov Ka-50 làm loại máy bay trực thăng chống tăng của họ. Sự phát triển Mi-28 được tiếp tục, nhưng với ít ưu tiên hơn. Tháng 12 năm 1987, việc chế tạo Mi-28 tại Rosvertol ở Rostov trên sông Don được phê chuẩn.
Tháng 1 năm 1988, nguyên mẫu Mi-28A đầu tiên cất cánh (số 032). Nó được trang bị động cơ mạnh hơn và kiểu cánh đuôi chữ "X" thay cho kiểu ba cánh tiêu chuẩn. Phiên bản mới này xuất hiện lần đầu tại Triển lãm hàng không Paris vào tháng 6 năm 1989. Năm 1991, chiếc Mi-28A thứ hai được chế tạo (số 042). Chương trình Mi-28A bị hủy bỏ năm 1993 vì dường như nó không thể cạnh tranh với Ka-50, và đặc biệt, nó không có khả năng hoạt động trong mọi thời tiết. Năm 1990, văn phòng thiết kế đã ký một thỏa thuận xuất khẩu các bộ phận của Mi-28A sang Iraq và lắp ráp chúng với tên gọi Mi-28L, nhưng những kế hoạch đó đã bị ngừng lại vì cuộc Chiến tranh Vùng Vịnh.
Một biến thể của Mi-28, là Mi-28N ("N" có nghĩa là "ban đêm") có khả năng tác chiến ngày lẫn đêm, ra mắt lần đầu vào tháng 8 năm 1996. Nó bay thử lần đầu vào tháng 4 năm 2004 và bắt đầu thử nghiệm trong Không quân Nga vào tháng 6 năm 2005. Mi-28N vẫn giữ lại hầu hết các thiết kế nguyên bản của Mi-28 ban đầu, điểm khác biệt lớn nhất là có tích hợp thêm một hệ thống tác chiến điện tử. Một số điểm khác biệt nữa là hệ thống truyền động mới có khả năng truyền tải nhiều năng lượng hơn cho rotor cánh quạt, các cánh quạt kiểu mới có hiệu suất cao và đầu cánh quạt vát nghiêng, và một hệ thống điều khiển việc bơm phun nhiên liệu. Phi công được trang bị thêm các kính nhìn đêm. Mi-28NE, biệt danh là "Thợ săn đêm", là phiên bản xuất khẩu của Mi-28N và Mi-28D là phiên bản thu gọn cắt giảm tính năng, chỉ tác chiến vào ban ngày, không có radar và cảm biến hồng ngoại. Ngoài ra, còn có Mi-28NM, đang được phát triển từ năm 2008, dự kiến tích hợp nhiều tính năng hiện đại, như mức độ biểu lộ thấp trước radar, tầm hoạt động rộng, hệ thống điều khiển vũ khí hiện đại, khả năng đối không, và tốc độ tối đa lên tới 600 km/h (370 mph).
Mi-28N đã được giao hàng cho quân đội. Nó sẽ tham gia vào các cuộc thử nghiệm của quân đội. Chiếc máy bay này, cùng Ka-50/Ka-52 đã đi vào sử dụng. 10 chiếc đã được mua trong năm 2006, và cho tới năm 2015, tổng cộng sẽ có 67 chiếc được mua.
Sự thay đổi tình hình quân sự sau Chiến tranh lạnh khiến những chiếc máy bay trực thăng với nhiệm vụ duy nhất là chống tăng như Ka-50, trở nên kém hữu dụng. Mặt khác, biến thể hai chỗ ngồi mọi thời tiết Ka-52 của nó có khả năng thao diễn kém hơn vì trọng lượng gia tăng. Các lợi thế của Mi-28N, như khả năng hoạt động mọi thời tiết, giá thấp, sự tương đồng với Mi-24, trở nên quan trọng. Năm 2003, một vị chỉ huy Các lực lượng Không quân Nga đã bình luận rằng Mi-28N sẽ trở thành máy bay trực thăng chiến đấu tiêu chuẩn của Nga.

## Cấu tạo
Mi-28 có hai buồng lái được bọc giáp với đầy đủ các thiết bị điện tử, được trang bị hai động cơ Klimov TV3-117VMA với công suất 2194 mã lực. Cánh quạt đuôi hình chữ X nghiêng 55 độ để giảm tiếng ồn.
Tuy Mi-28 không được thiết kế cho khả năng vận tải, nó vẫn có một khoang hành khách nhỏ có thể chở ba người. Mục đích là để cứu phi hành đoàn của những máy bay bị bắn hạ.
Không quân Mỹ sử dụng loại trực thăng chiến đấu có vai trò tương tự là AH-64 Apache. Cả hai loại máy bay đều được thiết kế nhằm mục đích yểm trợ cho các binh đoàn bộ binh cơ giới trên chiến trường. Mi-28N được thiết kế để sử dụng chiến đấu cả ban ngày và ban đêm, trong mọi điều kiện thời tiết. Tuy nhiên, giữa chúng có những điểm khác biệt:

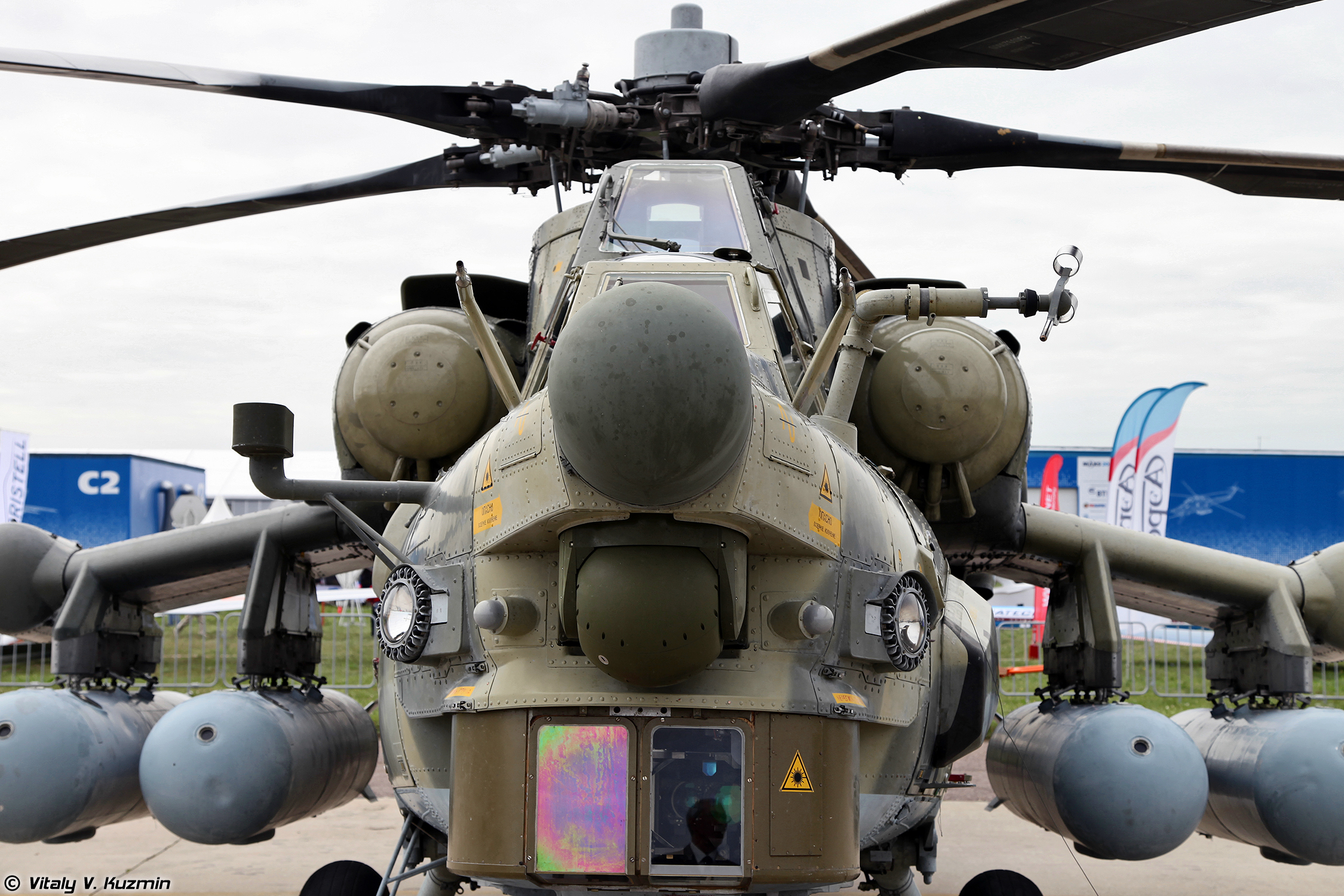
Các cảm biến tại mũi trực thăng Mil Mi-28. Hình chụp ở triển lãm hàng không MAKS Airshow 2013.

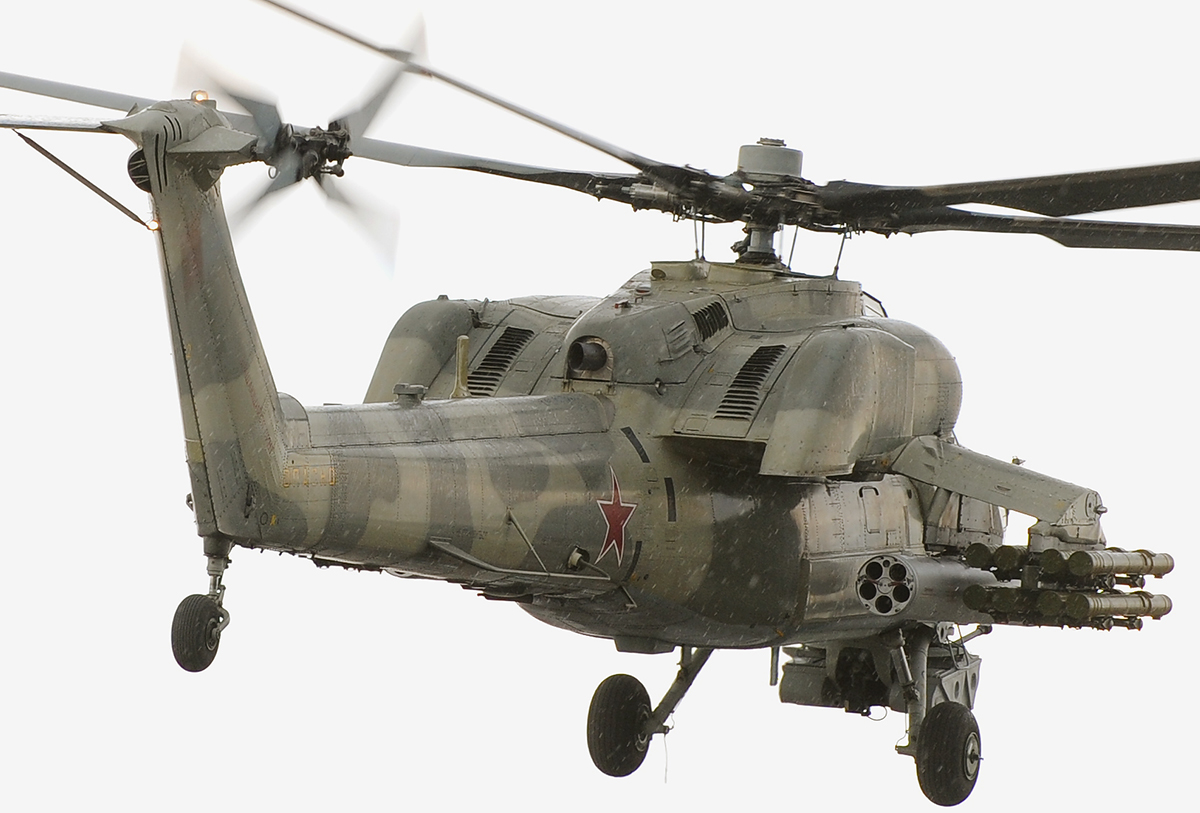
Mi-28 nhìn từ phía sau.

- AH-64 có hệ thống điện tử tại buồng lái hiện đại hơn Mi-28 cũng như Mi-28 có mũi nhỏ, dài hơn và buồng lái cũng chật chội hơn so với AH-64D.[11]
- Buồng lái của Mi-28 có thể chịu được đạn 14,5mm[12] trong khi buồng lái AH-64 có thể chịu được đạn 12,7mm.[13] Theo những nguồn khác, thì buồng lái và cánh quạt AH-64 được thiết kế để chống được đạn 23mm bắn thẳng[14][15] trong khi cánh quạt của Mi-28 có thể chịu được đạn 30mm.[16]
- AH-64 có tính cơ động và hiệu suất chiến đấu thấp hơn Mi-28N. Về động cơ thì trực thăng Mi-28 có động cơ mạnh hơn với 2 động cơ Klimov TV3-117VMA, công suất 2194 mã lực so với AH-64 cũng sử dụng 2 động cơ General Electric T700-701D, công suất 2000 mã lực.[11]
- Trong cuộc trả lời phỏng vấn kênh truyền hình quốc phòng "STAR" (Ngôi sao), nhà báo đồng thời là chuyên gia quân sự của Nga là Dmitry Litovkin cho rằng trực thăng Mi-28N của Nga mạnh hơn AH-64 về tải trọng vũ khí tối đa khi tác chiến (của AH-64 là 771 kg, của Mi-28N là 2300 kg, cao gấp 3 lần).[17]
- Tốc độ tối đa của Mi-28 đạt 320 km/giờ, tốc độ hành trình đạt 270 km/giờ, tốc độ tối đa của AH-64D đạt 297 km/giờ, tốc độ hành trình đạt 260 km/giờ.[11] Mi-28 bay nhanh hơn một chút, nhưng bù lại, AH-64 bay được xa hơn gấp 1,7 lần Mi-28 (1900 km so với 1100 km). Bán kính chiến đấu Mi-28 chỉ hơn 200 km, chưa bằng một nửa so với AH-64 Apache là 480 km. Độ bền khi hoạt động của AH-64D là 3 giờ 9 phút, tỏ ra vượt trội so với Mi-28. Bù lại, Mi-28 có các đặc tính bay ưu việt, đặc biệt là khả năng hoạt động hiệu quả tại những vùng khí hậu khắc nghiệt, các vùng núi cao.[18] Mi-28N là máy bay trực thăng duy nhất trên thế giới có thể thực hiện một chuyến bay tự động với địa hình uốn cong ở độ cao rất thấp từ 5 mét.[19]
- Dự trữ đạn pháo 30mm của AH-64 là 1200 viên, nhiều hơn so với Mi-28 (250 viên), nhưng Mi-28 có khả năng mang các loại bom 250 và 500 kg để tiêu diệt những mục tiêu kiên cố.[19]
- Vũ khí của Mi-28 chủ yếu tập trung cho nhiệm vụ trên mặt đất, còn AH-64D tuy mang ít hơn, nhưng vũ khí đa dạng hơn và có thể thực hiện nhiệm vụ không đối đất và không đối không tầm thấp. Vũ khí mang theo kém đa dạng chính là một khuyết điểm lớn của Mi-28 so với AH-64 Apache.[18]
- Mi-28N thiếu hệ thống tác chiến điện tử và hệ thống bảo vệ máy bay trước tên lửa đối không. Sau này, Nga đã bổ sụng hệ thống tác chiến điện tử, hệ thống hiển thị vị trí máy bay trên màn hình mô phỏng, buồng lái được trang bị màn hình tinh thể lỏng, phi hành đoàn được trang bị kính nhìn đêm. Ngoài ra, hệ thống bảo vệ máy bay trước tên lửa đối không như Richag-AV cũng được lắp đặt.[20]
- Mi-28 và AH-64 các phiên bản cũ đều không có khả năng điều khiển máy bay không người lái (UAV). Tuy nhiên, điều này đã có trên phiên bản mới AH-64E Guardian ra mắt năm 2012, nó có thể điều khiển các UAV như RQ-7 hoặc MQ-1C.[21] Phiên bản Mi-28 mới là Mi-28NM theo nhà sản xuất cũng có thể tương tác trực tiếp với các máy bay không người lái để nhận thông tin trinh sát mục tiêu, nhưng phiên bản này chỉ được thử nghiệm vào 2016 và dự kiến hoàn thiện vào năm 2017 - 2018.[22]
- Các máy bay trực thăng chiến đấu hiện đại khác (ví dụ như Ka-52 của Nga) đều có hệ thống điều khiển dự phòng nhưng Mi-28N lại không có. Do đó, nếu phi công thiệt mạng thì hoa tiêu không thể thay thế phi công tiếp tục vận hành máy bay và buộc phải nhảy dù thoát hiểm, trong khi Apache và Ka-52 có tính năng này.[23]
- Về giá thành, Mi-28 có giá khoảng 12 - 20 triệu USD/chiếc, rẻ hơn một nửa so với Apache (18 - 30 triệu USD/chiếc).[18] Năm 2021, Bangladesh dự kiến sẽ mua 8 máy bay trực thăng tấn công Mi-28NE Night Hunter với tổng trị giá 478 triệu USD, tương đương 59,75 triệu USD cho mỗi trực thăng.[24] Trong cùng năm, Hàn Quốc đặt mua 36 trực thăng AH-64 Apache phiên bản mới nhất AH-64E với giá 2,81 tỷ USD tương đương 78 triệu USD cho mỗi chiếc.[25]
- Pháo 2А42 của Mi-28NE có trọng lượng gấp đôi pháo М230 của trực thăng Apache, nhưng lượng đạn của pháo M230 trên trực thăng Apache lại nhiều hơn gần 3 lần so với Mi-28NE, trong khi đó cả 2A42 và M230 đều có cỡ nòng 30 mm.[26] Khẩu pháo trên Mi-28 có khả năng xoay 110 độ, vượt trội so với khẩu pháo cùng loại của Ka-50 chỉ xoay được 11 độ.[27]

Hạn chế chính của Mi-28 so với AH-64 là vũ khí chống tăng của nó, tên lửa 9M120 Ataka-V (AT-9 Spiral-2) có tầm bắn chỉ khoảng 8 km, không thể bắn trúng mục tiêu mà không đi vào khu vực phòng không của đối phương. Loại tên lửa AGM-114 Hellfire trên AH-64 Apache cũng có tầm bắn 8 km, trong đó phiên bản AGM-114L Longbow ra đời năm 2000 là tên lửa thế hệ 3, dùng đầu tự dẫn radar có chế độ "bắn-quên" giúp trực thăng khai hỏa rồi lập tức rút lui trong khi tên lửa Ataka trên Mi-28NE chỉ là tên lửa thế hệ 2, sử dụng phương pháp dẫn bán tự động, buộc trực thăng phải đứng yên để dẫn bắn tên lửa tới mục tiêu, làm tăng nguy cơ bị vũ khí phòng không đối phương tiêu diệt. Ngoài ra, Hellfire trên Apache có xác suất xuyên thủng giáp phản ứng nổ lên tới 0,8 - 0,9 và khả năng xuyên giáp 1000 mm, bảo đảm xác suất diệt xe tăng, xe thiết giáp cao, còn tên lửa Ataka của Mi-28NE chỉ có xác suất vượt qua giáp phản ứng nổ là 0,5, loại tên lửa này được cho là không đủ khả năng xuyên thủng được giáp trước của xe tăng М1А2 phiên bản nâng cấp SEP. Năm 2016, AH-64 bắt đầu được trang bị lửa JAGM (Joint Air-Ground Missile), theo thông tin của nhà sản xuất Lockheed Martin thì tầm bắn của JAGM là 8 km, tương đương với Ataka-V (thử nghiệm năm 2010 cho thấy, JAGM có khả năng tiêu diệt mục tiêu ở xa 16 km, nhưng đến năm 2014 thì nhà sản xuất đã hạ tầm bắn xuống còn 8 km để tên lửa mang được đầu dò mới).

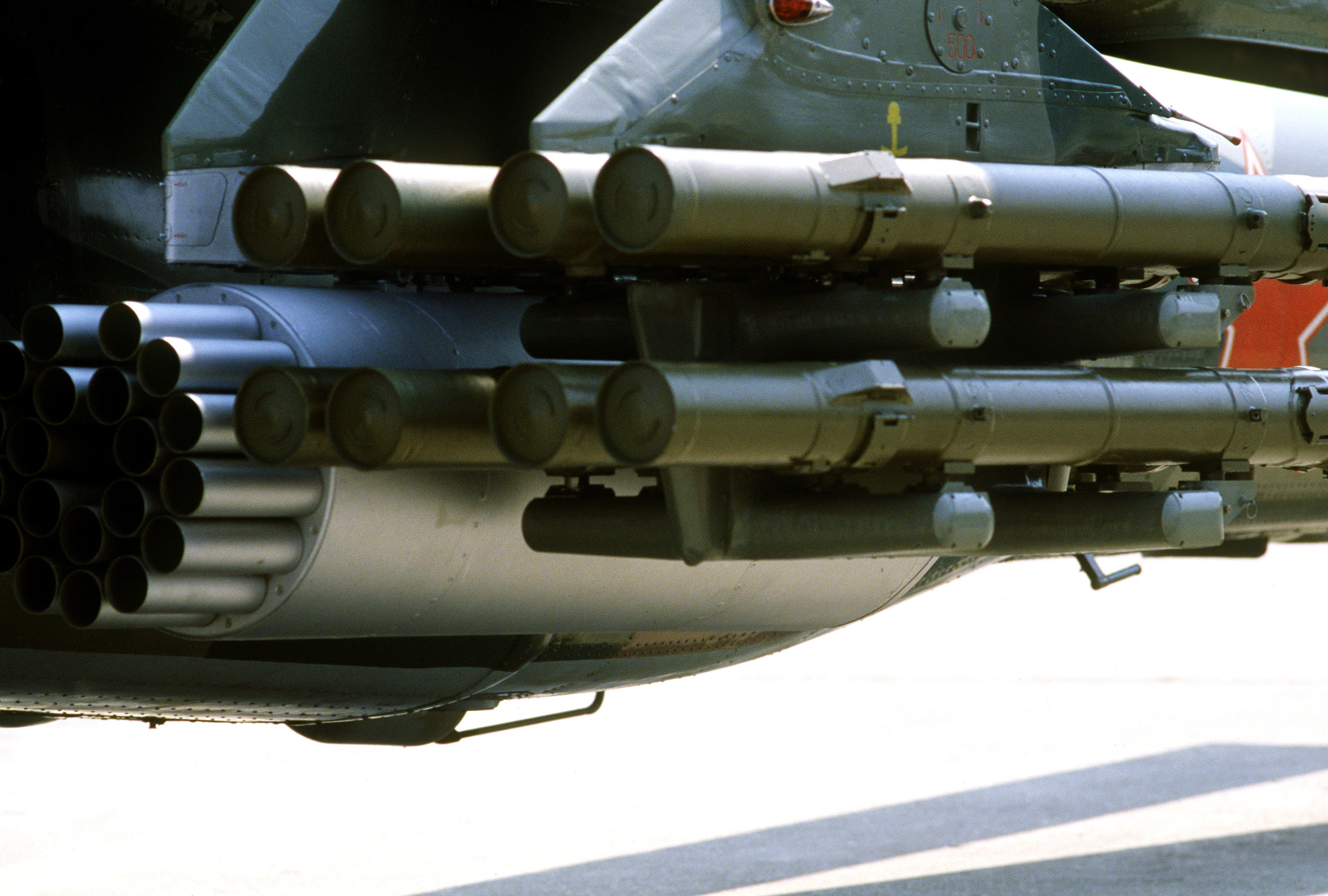
Bức ảnh chụp Mi-28 cùng hệ thống tên lửa 9K114 Shturm năm 1989

Năm 2003, một bài viết của trung tâm thông tin công nghệ quốc phòng Mỹ có bức ảnh Mi-28 trang bị loại tên lửa mới được cho là Vikhr-1 (AT-16 Scallion). Vikhr-1 là loại tên lửa hoạt động theo nguyên lý "bắn và quên", tương đương với loại AGM-114L Longbow của AH-64 Apache nhưng có vận tốc nhanh hơn và tầm bắn xa hơn. Phiên bản Vikhr-1 có tầm bắn tới 12 – 15 km, xa gấp rưỡi Hellfire và loại JAGM của AH-64 Apache. Về giá thành thì 9K121 Vikhr rẻ hơn rất nhiều (mỗi quả 9K121 Vikhr có giá 28.300 USD, so với Hellfire có giá 110.000 USD). Năm 2016, loại tên lửa 9K121 Vikhr này đã bắt đầu được Nga xuất khẩu ra nước ngoài. Tuy nhiên, trên trang giới thiệu sản phẩm của Russian Helicopter thì Vikhr hiện chỉ được trang bị cho dòng trực thăng Ka-50, Ka-52, còn danh sách vũ khí của Mi-28 hiện chưa có tên lửa Vikhr

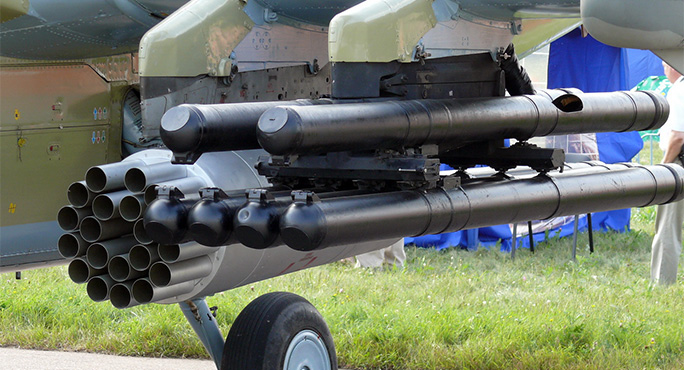
Tên lửa Vikhr trong hình được lắp trên trực thăng Ka-52.

Theo chuyên gia quân sự Nga Mikhail Rastopshin, Mi-28NE được thiết kế trong thời kỳ nước Nga gặp khủng hoảng (thập niên 1990), khi đó sự tụt hậu của nước Nga về công nghệ vô tuyến điện tử, vi điện tử, điện tử nano và máy tính ngày càng tăng. Theo nhận xét của báo chí, thì dù các hệ thống điện tử trang bị cho Mi-28N được đánh giá là khá hiện đại nhưng vẫn không thể so sánh được với các hệ thống cùng loại được trang bị cho AH-64D..
Hiện nay, theo ông Andrei Shibitov, Tổng giám đốc của Russian Helicopter Holding thì các phiên bản mới của Mi-28 (Mi-28NM) và Ka-52 đã ngang ngửa với trực thăng Apache AH-64 của Mỹ về hệ thống điện tử: "Mười năm trước, các hệ thống của chúng tôi thua họ, nhưng giờ tôi có thể nói những cải tiến mới nhất của chúng tôi hoàn toàn có thể so sánh với các đối thủ và đồng nghiệp.".
Năm 2015, Nga đã tuyên bố ra mắt phiên bản Mi-28NM (nâng cấp từ Mi-28N). So với phiên bản cũ, Mi-28NM theo tuyên bố sẽ có tốc độ vượt trội (450 km/h so với 324 km/h), cao gấp rưỡi AH-64, bán kính chiến đấu của Mi-28NM cũng xa hơn hẳn (450 km so với 200 km), xấp xỉ với AH-64. Phiên bản này đã được thử nghiệm vào đầu năm 2016
Mi-28NM theo tuyên bố sẽ khắc phục những điểm yếu về hệ thống điện tử của phiên bản cũ khi được trang bị hệ thống đối kháng điện tử tân tiến, trong đó có thiết bị bắn chặn tên lửa tấn công dùng tia laser, radar mới với máy tính hoạt động nhanh và hiệu quả gấp 10 lần thiết bị tiền nhiệm, có tầm nhìn bao quát và hoạt động trên nhiều dải tần cho phép xác định chính xác tọa độ mục tiêu, các thông số vật cản và khả năng bám bắt, dẫn bắn 4 mục tiêu cùng lúc. Nga cũng sẽ trang bị hệ thống tác chiến điện tử Richag-AV trên trực thăng Mi-28NM. Richag-AV được thiết kế để tránh radar, sonar hoặc các hệ thống phát hiện khác nhằm bảo vệ trực thăng khỏi các tên lửa không đối không hoặc hệ thống phòng không trong phạm vi hàng trăm km thông qua việc chủ động gây nhiễu và làm mù các hệ thống radar. Ngoài ra, Mi-28NM sẽ được lắp đặt một hệ thống thiết bị điện tử mới, cho phép phi công có thể tương tác trực tiếp với các máy bay không người lái để nhận thông tin trinh sát mục tiêu. Những chiếc Mi-28NM đầu tiên được sản xuất vào năm 2017 và bàn giao cho quân đội Nga vào tháng 3/2018.
Mi-28 có khả năng thực hiện nhiệm vụ tác chiến nhanh gấp 2,5 lần so với người tiền nhiệm Mi-24, Mi-28 mang động cơ mới giúp giảm độ bộc lộ hồng ngoại xuống 2,5 lần so với Mi-24. Hình dạng cánh quạt được cải tiến, trang bị hệ thống kiểm soát động cơ điện tử. Đặc biệt, Mi-28N được trang bị hệ thống điện tử hàng không tổng hợp, cho phép tiến công ngày và đêm, trong mọi thời tiết kể cả bão cấp 7 và 8, ở độ cao thấp khác nhau. Nhờ sử dụng hệ thống tránh chướng ngại vật tự động, kết cấu hình cánh quạt giảm tín hiệu radar nên Mi-28N có thể bay thấp dưới 20 mét để không bị hệ thống phòng không (radar) phát hiện. Một trong những tính năng mà các nhà phân tích quân sự Mỹ đánh giá cao là hệ thống thoát hiểm khẩn cấp cho phi công với ghế ngồi đặc biệt giúp sống sót khi rơi với tốc độ 12 m/s (43,2 km/h). Những trực thăng của phương Tây không có tính năng này nên nếu máy bay gặp sự cố hay bị bắn, phi công rất dễ thiệt mạng.

### Vũ khí
Vũ khí chủ yếu của Mi-28N là 16 tên lửa chống tăng 9M120 Ataka-V được dẫn bằng lệnh vô tuyến, có khả năng chống nhiễu cao ở hai cánh phụ bên hông, tầm bắn tối đa 8 km với sức xuyên 950 mm thép sau khi phá giáp phản ứng nổ, có thể phá hủy mọi loại xe tăng và xe bọc thép trên chiến trường.
Ngoài ra, Mi-28 có thể mang tên lửa không đối không tầm ngắn R-73, Igla-V hoặc bom chùm chống tăng KMGU-2, thùng phóng rocket không điều khiển S-8 hoặc S-13. Mi-28 có thể mang 80 rocket S-8 80mm, hoặc 20 rocket S-13 122mm, hoặc 2 rocket S-24B 240mm, 8 tên lửa không-đối-không tự dẫn hồng ngoại Igla. Ụ pháo NPPU-28N lắp 1 pháo tự động 2A42 30 mm (cơ số 250 viên) được gắn dưới mũi máy bay.
Mi-28N còn được trang bị 2 thùng treo UPK-23-250 lắp pháo GSh-23L 23 mm (cơ số 250 viên), 2 - 4 thùng KMGU-2 chứa mìn và bom con, bom cháy ZB-500, bom 250 kg và 500 kg, hệ thống phòng thủ thụ động chống tên lửa. Ngoài ra, với kết cấu mô-đun, Mi-28 có thể dễ dàng sửa chữa, kể cả trong điều kiện khốc liệt và thiếu thốn ở chiến trường.

### Độ tin cậy
Mi-28 có độ tin cậy cao, đặc biệt là khả năng hoạt động hiệu quả tại những vùng khí hậu khắc nghiệt, các vùng núi cao, sa mạc nhiều bụi cát. Trong khi đó, đối thủ AH-64 Apache gặp một loạt các sự cố khác nhau khi hoạt động trong điều kiện môi trường nhiều cát và khói: các khẩu pháo trên máy bay bị kẹt đạn không thể hoạt động, hệ thống ngắm và hệ thống nhìn ban đêm bị khói, bụi và cát làm bị nhiễu. Thậm chí ngay cả hệ thống nhìn hồng ngoại cũng bị ảnh hưởng mạnh khi hình ảnh hiển thị không rõ ràng. Điều kiện thời tiết sa mạc đôi khi còn làm các hệ thống vũ khí của Apache trục trặc không thể hoạt động được.
Tuy nhiên, thực tế tham chiến tại Syria cho thấy, Mi-28 liên tục bị lỗi kỹ thuật, bao gồm hai chiếc bị rơi khiến không quân Nga thiệt hại về nhân mạng. Chủ tịch Hội đồng liên bang về quốc phòng và an ninh - Thượng tướng Viktor Bondarev (nguyên Tư lệnh Không quân - Vũ trụ Nga) cho biết lỗi nghiêm trọng nhất của chiếc Mi-28 nằm ở hệ thống điện tử thường xuyên hỏng hóc, có độ tin cậy thấp trong điều kiện sa mạc khắc nghiệt. Mũ bay Mi-28 bị các phi công Nga phàn nàn về trục trặc khi gặp khói bụi, đôi lúc khiến người điều khiển không thể nhìn hay nghe thấy bất cứ thứ gì. Các phi công Mi-28 của Nga tham chiến tại Syria than phiền rằng nhiều lỗi kỹ thuật của máy bay không được chỉnh sửa, bất chấp họ đã nhiều lần phản ánh và gửi yêu cầu tới nhà sản xuất. Nga cho biết căn cứ vào kinh nghiệm vận hành tại Trung Đông, họ đã thiết kế biến thể sửa đổi là Mi-28NM "Night Hunter". Những chiếc Mi-28NM đầu tiên được bàn giao cho quân đội Nga vào tháng 3/2018.

## Lịch sử hoạt động và xuất khẩu

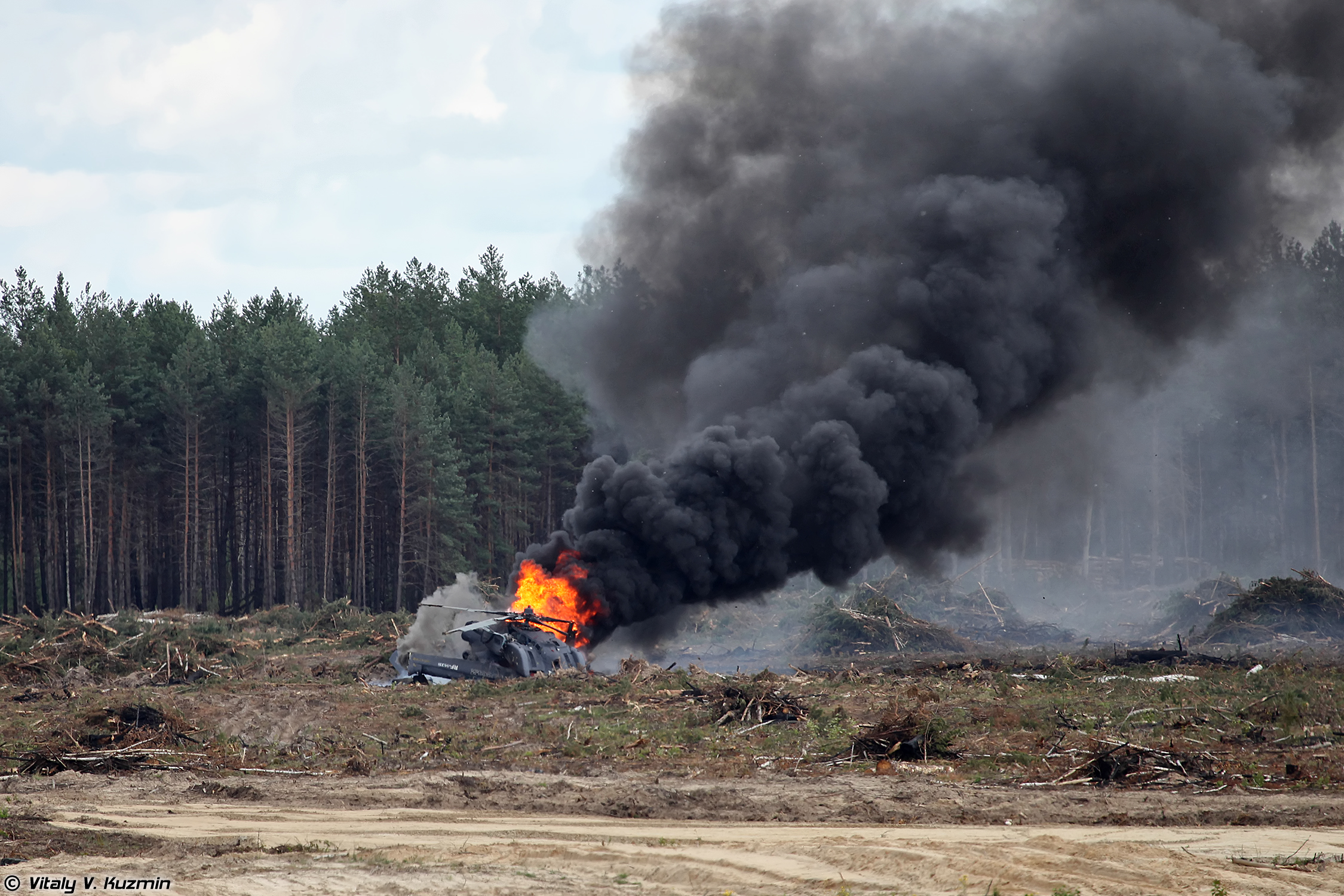
Trực thăng Mi-28 của Nga rơi ở Ryazan tháng 8/2015

### Nga
Trong thập niên 1980, Mi-28 gặp rất nhiều trục trặc trong quá trình thử nghiệm, trình diễn tại triển lãm cũng như trong các chiến dịch quân sự. Những mẫu Mi-28 đầu tiên không thể chiến đấu trong mọi điều kiện thời tiết, không thể hoạt động vào ban đêm và cũng không có cả tổ hợp định vị - ngắm bắn thống nhất. Chỉ đến năm 2005, Mi-28 mới có thể thực hiện các nhiệm vụ chiến đấu vào ban đêm, còn Ka-50 có khả năng từ năm 1982, trước Mi-28 23 năm.
Các cuộc thử nghiệm của quân đội Liên Xô đều cho ra kết quả Mi-28 thua kém Ka-50 của hãng Kamov. Ka-50 được quân đội tiếp nhận và năm 1995 còn Mi-28 "Thợ săn đêm" sau rất nhiều lần chỉnh sửa phải đến tận năm 2009 mới được nghiệm thu.

### Ấn Độ
Quân đội Ấn Độ đã yêu cầu Nga cung cấp một bản Mi-28 trang bị hệ thống điện tử của Pháp và Bỉ. Tuy nhiên, đến cuối tháng 10 năm 2011, AH-64D đã trở thành kẻ chiến thắng trong gói thầu 22 chiếc trực thăng tấn công của Ấn Độ.
Bộ Quốc phòng Ấn Độ cho biết: "Chúng tôi quyết định không lựa chọn Mi-28N vì tính năng kỹ chiến thuật. Về chuyên môn, chúng tôi cho rằng Mi-28N không đáp ứng được yêu cầu của gói thầu ở 20 tiêu chuẩn, trong khi Apache AH-64D đã thể hiện hiệu quả vượt trội trên tất cả các tiêu chuẩn mà chúng tôi đề ra". Người Nga cho rằng các trực thăng của mình nằm trong số những loại tốt nhất thế giới, thậm chí hoàn toàn không có địch thủ ngang tầm nhưng Ấn Độ đã quyết định mua trực thăng АН-64D Apache Longbow chứ không phải Mi-28NE Night Hunter của Nga. Kết quả so sánh vũ khí trang bị và hệ thống avionics của Mi-28NE và АН-64D cho thấy kết quả nghiêng về phía trực thăng Mỹ. Sự lạc hậu của thiết bị làm gia tăng trọng lượng, kích thước của thiết bị và khiến Ấn Độ chọn loại trực thăng của Mỹ thay vì trực thăng của Nga
Bàn về thất bại của chiếc Mi-28NE tại Ấn Độ Konstantin Makienko - chuyên gia Trung tâm phân tích chiến lược và công nghệ cho biết: Mi-28NE có mặt tại Ấn Độ là một thành tựu. Bởi chỉ vài năm trước đây, Nga còn không thể đưa ra một chiếc trực thăng có thể cạnh tranh với chiếc Apache Longbow.

### Iraq
Năm 2013, tại Iraq, Mi-28 là một phần trong gói mua vũ khí trị giá 4,2 tỷ USD gồm bao gồm các hệ thống phòng không Pantsir-S1, tên lửa vác vai Igla-S, máy bay Su-25 và trực thăng tấn công Mi-28NE. 15 chiếc đầu tiên giao hàng vào 2013, 13 chiếc tiếp theo vào năm 2014, và 10 chiếc vào năm 2015. quân đội Iraq cũng đẩy mạnh mua sắm các loại trực thăng khác của Nga như Ka-52 Alligator và Mi-35 Hind E. Iraq cũng mua 20 chiếc AH-64E, tuy nhiên số lượng máy bay trực thăng Nga sẽ giữ vai trò chủ đạo tại Iraq trong thời gian tới. Ông Khaled al-Obeidi, Bộ trưởng Quốc phòng Iraq khẳng định loại vũ khí Nga là hiệu quả nhất trong chiến đấu chống lại các phần tử ISIL. Theo ông, vũ khí Nga đã chứng minh là lựa chọn tốt nhất trong chiến tranh chống khủng bố và Mỹ không thể cung cấp được các loại thiết bị quân sự này: "Vũ khí Mỹ thường không thể chịu được các cuộc đối đầu dã chiến đang diễn ra trong khi Iraq lại cần số lượng lớn các loại vũ khí này"

## Tai nạn
- 15 tháng 2 năm 2011, một Mi-28 bị rơi ở khu vực phía Nam Stavropol. Một trong những phi công sau đó đã chết trong bệnh viện.
- 3 tháng 8 năm 2015, một máy bay quân sự Mi-28N của Nga gặp nạn gần vùng Ryazan (Nga) trong màn biểu diễn nhào lộn trên không ở cuộc thi Aviadarts-2015. Phi công là Trung tá Igor Butenko thiệt mạng.
- 12 tháng 4 năm 2016, một máy bay trực thăng tấn công Mi-28N của lực lượng Hàng không-Vũ trụ Nga (VKS) ở Syria đã gặp tai nạn ở tỉnh Homs, cả hai phi công đều thiệt mạng. Interfax-AVN cho biết: "Chuyến bay diễn ra trên một địa hình mở rộng, bóng tối hoàn toàn bao trùm. Các phi công vận hành trực thăng đeo kính chuyên dụng để nhìn ban đêm. Không loại trừ khả năng trên đường bay có vật cản khiến chiếc Mi-28N vô tình đâm phải".

## Biến thể

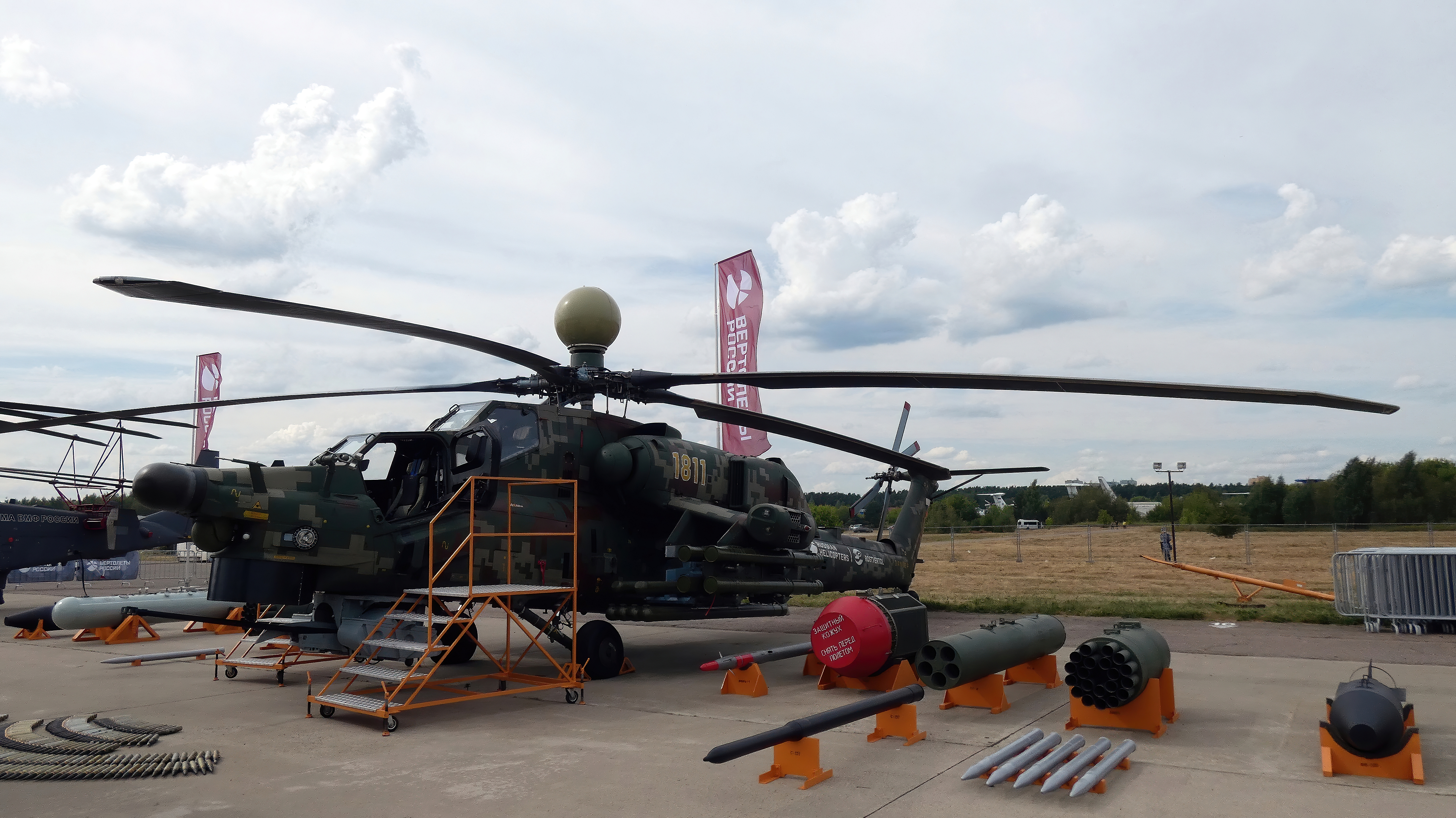
Mi-28NM tại triển lãm hàng không MAKS-2021.

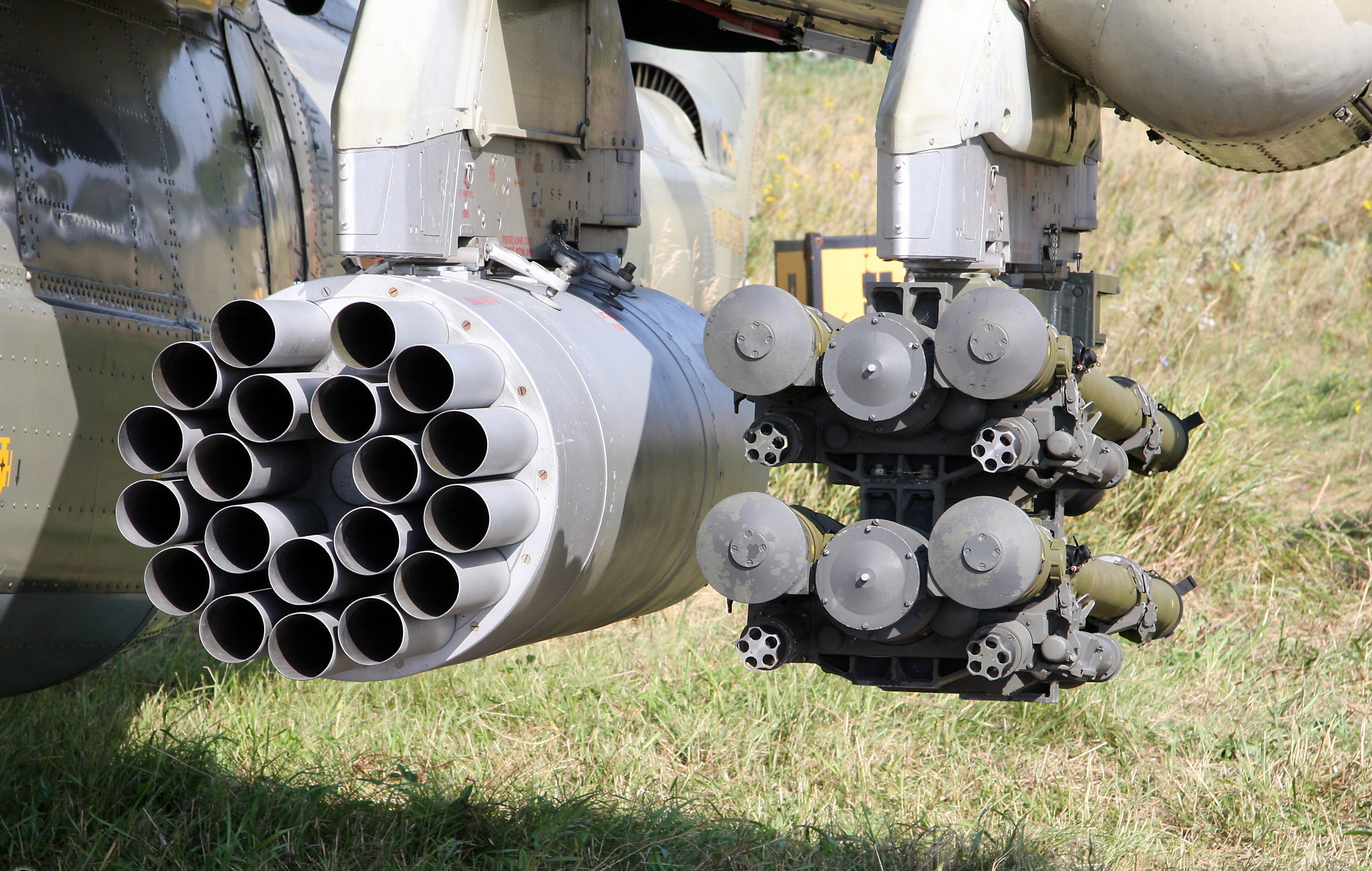
Các loại vũ khí trên Mil Mi-28.

- Mi-28 – Mẫu thử, bay lần đầu năm 1982.
- Mi-28A – Phiên bản chuyên diệt tăng. Phát triển ban đầu. Thất bại cuộc trong cạnh tranh với Ka-50. 1998 - phát triển. 2003 - thực hiện chuyến bay đầu tiên.
- Mi-28N/MMW Havoc – Máy bay trực thăng chiến đấu mọi thời tiết, ngày và đêm. Nó được trang bị một thiết bị radar bước sóng trên đỉnh, IR-TV, thiết bị radar. Những chiếc có tên Mi-28N sẽ có hai động cơ TV3-117V MA-SB3 (2500 hp mỗi chiếc), trọng lượng cất cánh tối đa 11500 kg, trọng lượng chất tải tối đa 2350 kg. Vào hoạt động với cái tên "Kẻ săn đêm" (tiếng Nga: Ночной охотник). Một phi đội Mi-28N từ thị trấn Torzhok đã tham gia vào cuộc tập trận chung tại Belorussia tháng 6 năm 2006.
  - Mi-28NE – Phiên bản xuất khẩu của Mi-28N.
- Mi-28D – Phiên bản đơn giản hóa hoạt động ban ngày. Tương tự Mi-28N, nhưng không có radar trên đỉnh và kênh TV. Đơn giá: 15 – 17 triệu USD.
- Mi-28NAe – phiên bản xuất khẩu đã được chào hàng với Triều Tiên.[53]
- Mi-28NM – Phiên bản cải tiến của Mi-28N, giới thiệu năm 2015. Dự kiến cải thiện đáng kể các thiết bị điện tử, bao gồm hệ thống đối kháng điện tử tân tiến, trong đó có thiết bị bắn chặn tên lửa tấn công dùng tia laser. Năm 2016 thực hiện chuyến bay đầu tiên, được chính thức sản xuất vào đầu năm 2018. Mi-28NM có nhiều cải tiến đáng kể như nâng cấp radar trinh sát, chỉ thị mục tiêu trên đỉnh rotor chính, hiện đại hóa hệ thống điện tử hàng không gồm kính ngắm hồng ngoại, chỉ thị mục tiêu laser hay thông tin liên lạc trên chiến trường. Radar của Mi-28NM cho phép theo dõi 4 mục tiêu cùng lúc (so với 2 mục tiêu của Mi-28N), nó đồng thời triển khai được một số vũ khí mới và tác chiến được trong mọi điều kiện thời tiết.
- Mi-40 – phiên bản chiến đấu/vận tải đề xuất.
- Mi-28UB - phiên bản Uchebno-Boevoy (Huấn luyện và Chiến đấu).[54]

## Quốc gia sử dụng
Iraq
- Không quân Iraq[55]

 Kenya
- Lục quân Kenya[56][57]

 Nga
- Không quân Nga[57]

## Tính năng kỹ chiến thuật (Mi-28A, 1987)
- Phi đội: 1 phi công (phía sau), 1 sĩ quan hoa tiêu/ điều khiển vũ khí (phía trước).
- Chiều dài: 17.01 m (55 ft 9 in)
- Sải cánh: 17.20 m (56 ft 5 in)
- Chiều cao: 3.82 m (12 ft 7 in)
- Diện tích: ()
- Trọng lượng rỗng: 8.095 kg (17.845 lb)
- Trọng lượng chất tải: 10.400 kg (22.930 lb)
- Trọng lượng cất cánh tối đa: 11.500 kg (25.705 lb)
- Động cơ (cánh quạt): Klimov TV3-117VMA
- Kiểu: turbine trục
- Số lượng: 2
- Công suất: 1450 kW (1950 hp)
- Tốc độ tối đa: 300 km/h (187 mph)
- Tầm hoạt động: 1100 km (640 mi)
- Trần bay: 5800 m (19000 ft)
- Tốc độ lên:
- Chất tải:
- Công suất/trọng lượng:
- Trang bị vũ khí:
  - 1 pháo 30 mm Shipunov 2A42 với 300 viên đạn (220° bắn ngang) lắp dưới mũi.
  - Lên tới 2300 kg trên bốn mấu cứng, gồm bom, rocket, tên lửa và giá súng.

## Tính năng kỹ chiến thuật (Mi-28N)
Dữ liệu lấy từ Jane's
Đặc điểm tổng quát
- Kíp lái: 1 phi công, 1 hoa tiêu/vũ khí
- Chiều dài: 17,01 m (55 ft 10 in)
- Đường kính rô-to: 17,20 m (56 ft 5 in)
- Chiều cao: 4,70 m (15 ft 5 in)
- Diện tích đĩa quay: 232,35 m² (2.501 ft²)
- Trọng lượng rỗng: 8.600 kg (18.960 lb)
- Trọng lượng có tải: 10.700 kg (23.590 lb)
- Trọng lượng cất cánh tối đa: 11.500 kg (25.350 lb)
- Động cơ: 2 × Klimov TV3-117VMA kiểu turboshaft, 1.636 kW (2.194 shp)  mỗi chiếc

 Hiệu suất bay 
- Vận tốc cực đại: 320 km/h (172 knot, 199 mph)
- Vận tốc hành trình: 270 km/h (145 knot, 168 mph)
- Tầm bay: 435 km (234 nmi, 270 mi)
- Bán kính chiến đấu: 200 km (108 nmi, 124 mi) ; với 10 phút bay tự do và 5% dự trữ
- Tầm bay chuyển sân: 1.100 km (593 nmi, 683 mi)
- Trần bay: 5.700 m (19.000 ft)
- Vận tốc lên cao: 13,6 m/s (2.677 ft/phút)

Trang bị vũ khí

- Súng: 1× pháo 30 mm Shipunov 2A42 với 250 viên đạn (góc phương vị ±110°)
- Giá treo: 2 giá treo dưới mỗi cánh mang được bom, rocket, tên lửa và thùng súng. Cấu hình vũ khí chính gồm: 
  - 16 tên lửa chống tăng Ataka-V và 40 rocket S-8, Hoặc
  - 16 tên lửa chống tăng Ataka-V và 10 rocket S-13, Hoặc
  - 16 tên lửa chống tăng Ataka-V và 2 thùng súng máy 23 mm Gsh-23L.
  - Vũ khí khác: Tên lửa chống tăng 9K118 Sheksna và 9A-2200, 8 tên lửa không đối không Igla-V và Vympel R-73, 2 thiết bị thả mìn KMGU-2